# イスフォコラード
イスフォコラード(Ischoklad)は、ドイツのキャンディであり、ドイツとスウェーデンで人気がある。ドイツ語では、「氷の菓子」を意味するEiskonfektと呼ばれる。

## 歴史
1927年に菓子職人Adam Eichelmannが発明した。1/2から2/3のチョコレートと1/3から1/2のヤシ油のみから作る。
名前に「氷」と入るのは、口の中で非常に容易に溶け、熱エネルギーを吸収して冷却効果を持つためである。この効果は、ヤシ油の融点が20-23度とチョコレートよりも約10度低いことによる。レシピによっては、メントールを加えることもあり、また工場で作るときにはグルコースが加えられ、これらはどちらも冷却感を強める。スウェーデンでは、クリスマスの菓子として人気がある。ドイツでは、最大の生産者はアイヘッティである。

## 関連文献
- Thomas Vilgis: Eiskonfekt – Physics meets Physiology. in: Physik in unserer Zeit, 3/2009 (40), p. 162